# Tofslärkan 3

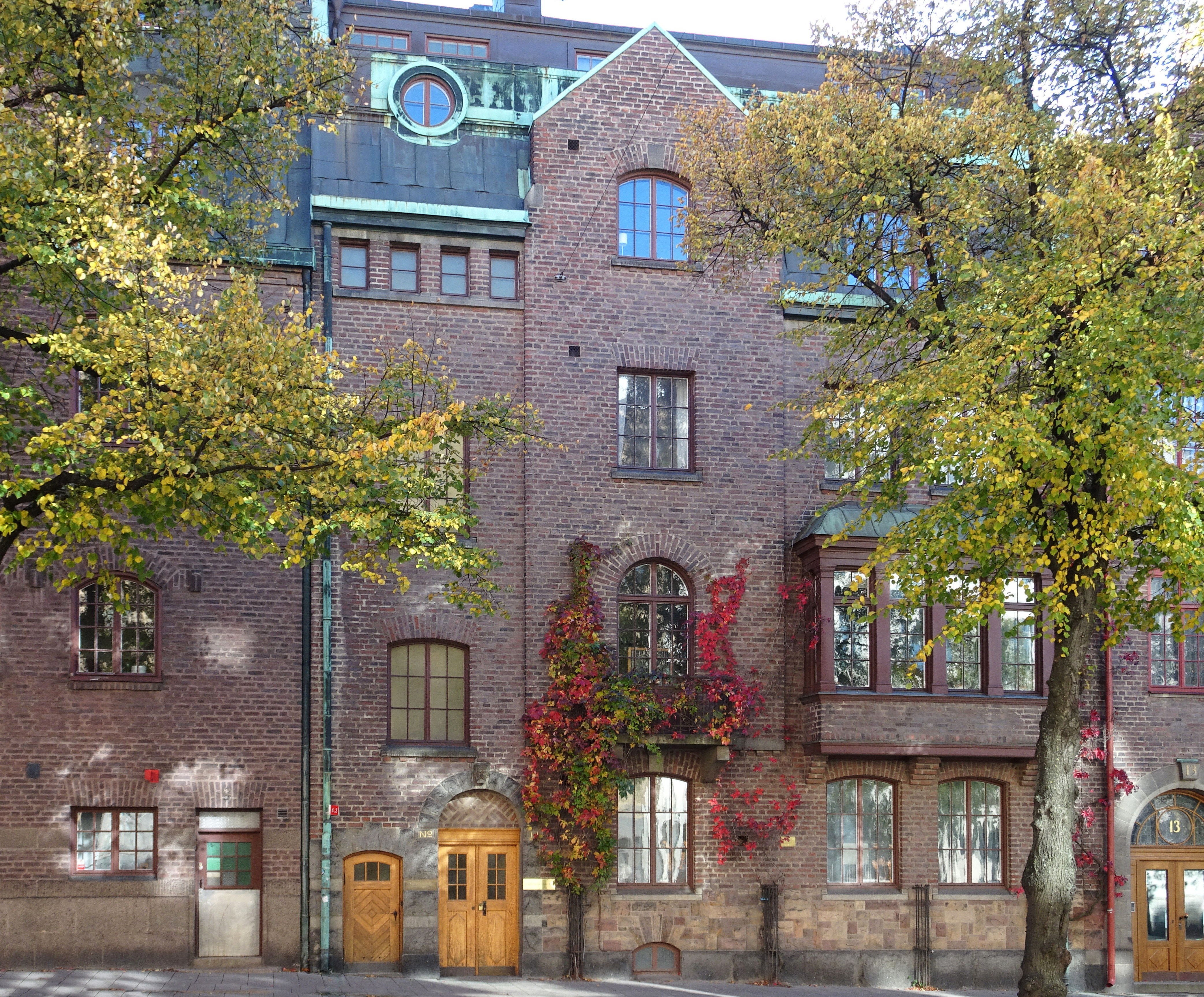
Tofslärkan 3, Odengatan 11, oktober 2022.

Tofslärkan 3 är en kulturhistoriskt mycket värdefull före detta villafastighet i kvarteret Tofslärkan i Lärkstaden på Östermalm i Stockholm. Denna stadsvilla vid Odengatan 11 (före detta 7B) uppfördes 1912 av byggmästaren Hjalmar Nilsson Wadstrand efter ritningar av arkitekten Victor Bodin. Villan ägdes och beboddes mellan 1912 och 1915 av Sveriges statsminister Karl Staaff. Fastigheten är blåmärkt av Stadsmuseet i Stockholm vilket är den högsta klassen och innebär "att bebyggelsen bedöms ha synnerligen höga kulturhistoriska värden".

## Bakgrund och planering

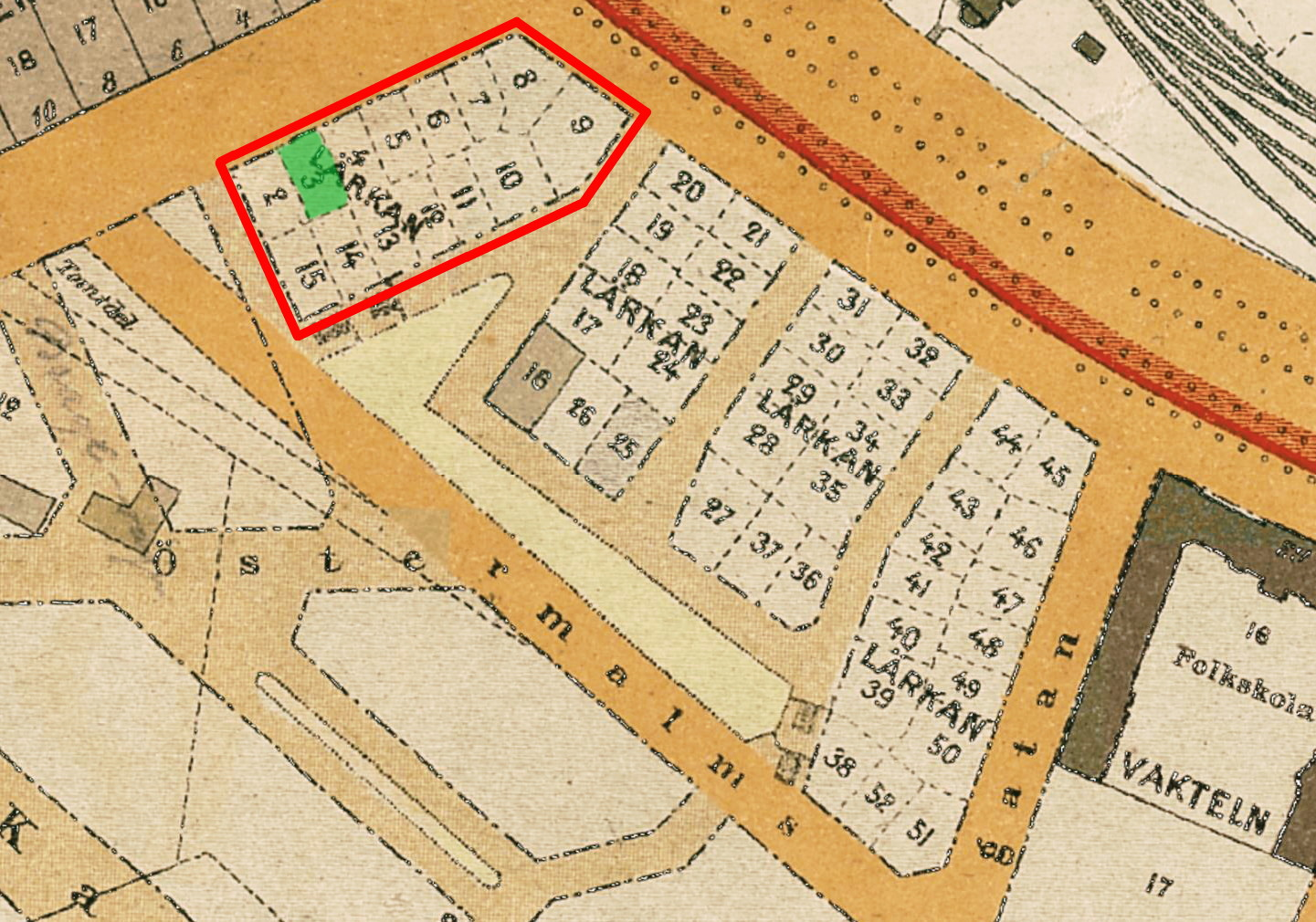
Lärkan 3 med grön markering (dagens Tofslärkan 3) år 1909.

Lärkan 3, sedermera namnändrad till Tofslärkan 3, var en av 51 fastigheter i dåvarande kvarteret Lärkan som, enligt en av Per Olof Hallman 1902 utarbetad stadsplan, skulle bebyggas med enfamiljsvillor. Stadsingenjörskontoret fick i uppdrag att stycka "överkomliga" tomter med storlekar mellan drygt 270 och 550 kvadratmeter vilka såldes av Stockholms stad med äganderätt ("å fri och egen grund" står det på tomtkartorna). Målgruppen var den välsituerade borgarklassen med yrken som grosshandlare, direktörer, företagare, läkare, högre tjänstemän och ingenjörer. Tofslärkan 3 förvärvades i mars 1912 av arkitekten Victor Bodin som samtidigt även köpte grannfastigheten Tofslärkan 2. Fastigheten hade an areal om 292,1 kvadratmeter inklusive en nio meter bred remsa mark för en liten trädgård.
Det var vanligt att byggmästare eller arkitekter köpte tomter i Lärkan eftersom de var insatta i stadens bebyggelseplanering. Tomterna såldes sedan, tillsammans med de färdiga husen, till intresserade köpare. Gällande Tofslärkan 3 var köparen Sveriges statsminister Karl Staaff genom förmedling av Stockholms uthyrningsbyrås fastighetsagentur. En mässingsskylt på fasaden påminner om det. Säljare var byggmästaren Hjalmar Nilsson Wadstrand vilken uppfört byggnaden för egen räkning.

## Samkomponerad fasad mot Odengatan
Berörda byggherrar, arkitekter och byggmästare kom överens att åstadkommer en enhetlig gatubild för villorna längs med Odengatan 3–13. Det var en nyhet i Lärkstaden och en reaktion mot den allt för individuella arkitekturen som dittills präglat lärk-kvarterens stadsvillor och kritiserats av samtiden att vara ”brokig”. Zettervalls villa (Odengatan 3, Tofslärkan 7), som 1910 stod först färdig i raden Tofslärkan 2–7 skulle utgöra förebild för de övriga fasadernas gestaltning. Överenskommelsen saknade motstycke i Stockholms bebyggelsehistoria eller, som Svenska Dagbladet uttryckte det i en artikel från april 1912, ”en i Stockholms byggnadshistoria förut okänd enhetlighet i arkitekturen”. Man hade enats om att använda fogstruket mörkrött Helsingborgstegel till fasaderna och för övrigt ungefär samma utseende, dock med tillräcklig individuell variation. Samtliga sex fastigheter är numera blåmärkta av Stadsmuseet.

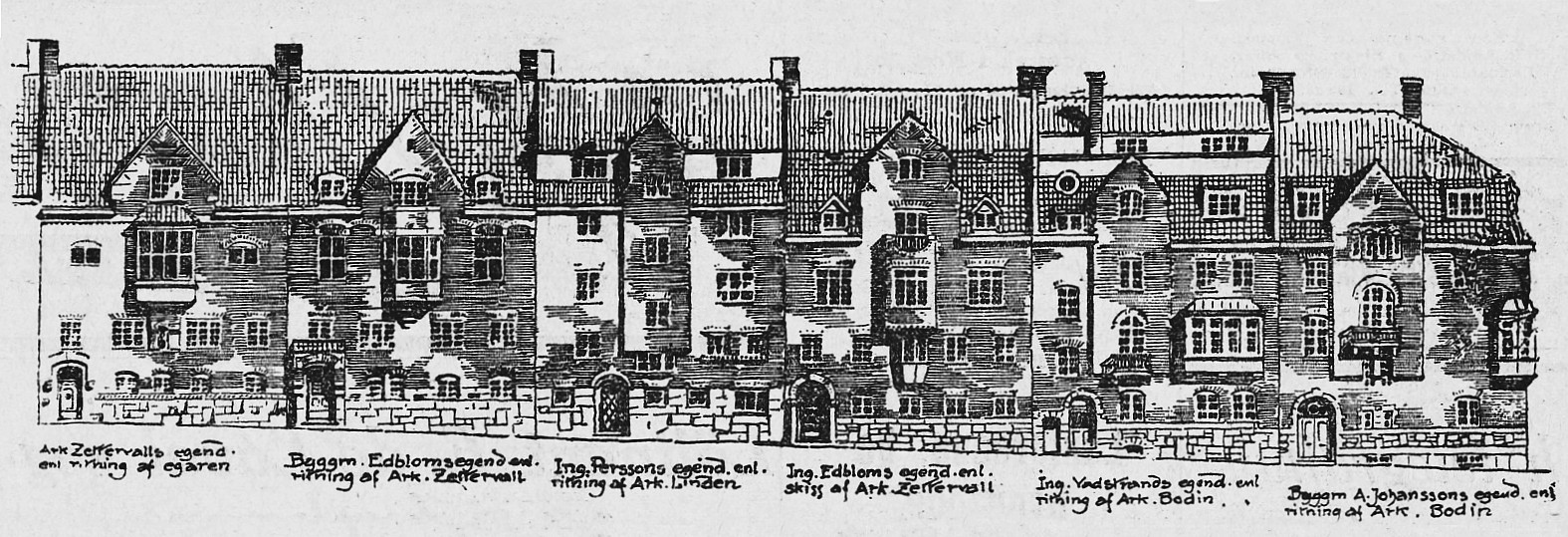
Fasaderna mot Odengatan 3–13. Längst till vänster Tofslärkan 7 som blev utslagsgivande för husens fasadgestaltningar.
Andra huset från höger är Tofslärkan 3. Illustration i Svenska Dagbladet, 13 april 1912.

## Byggnadsbeskrivning

### Exteriör
Tofslärkan 3 uppfördes i tre våningar och två inredda vindsvåningar. Till fasaderna användes (liksom grannhusen) fogstruket mörkrött Helsingborgstegel som fick några dekorativa detaljer, såsom tandsnitt under fönstren, för övrigt släta. Sockeln utfördes av grovhuggen röd granit. Husets mittparti accentuerades av en något framspringande risalit som avslutas med en gavelfronton över takfoten. Fasaden mot Odengatan domineras av ett stort burspråk, gestaltat som en konsolburen karnap och tillhörande salongen på våning en trappa.
Entréporten och intilliggande källardörr inramas av grå granit. Entréportalens slutsten utformades som maskaron visande ett manshuvud med kungakrona. Även mot gårdssidan finns ett burspråk, vilket hörde till matsalen som här, på grund av sluttningen, ligger i höjd med marken och trädgården. Burspråket kröns av en balkong som nåddes från sovrummet på våning två trappor. Takvåningen på fyra trappor är något indragen och med längsgående balkonger på gatu- och gårdssidan. 

Originalritningar från april och juni 1912
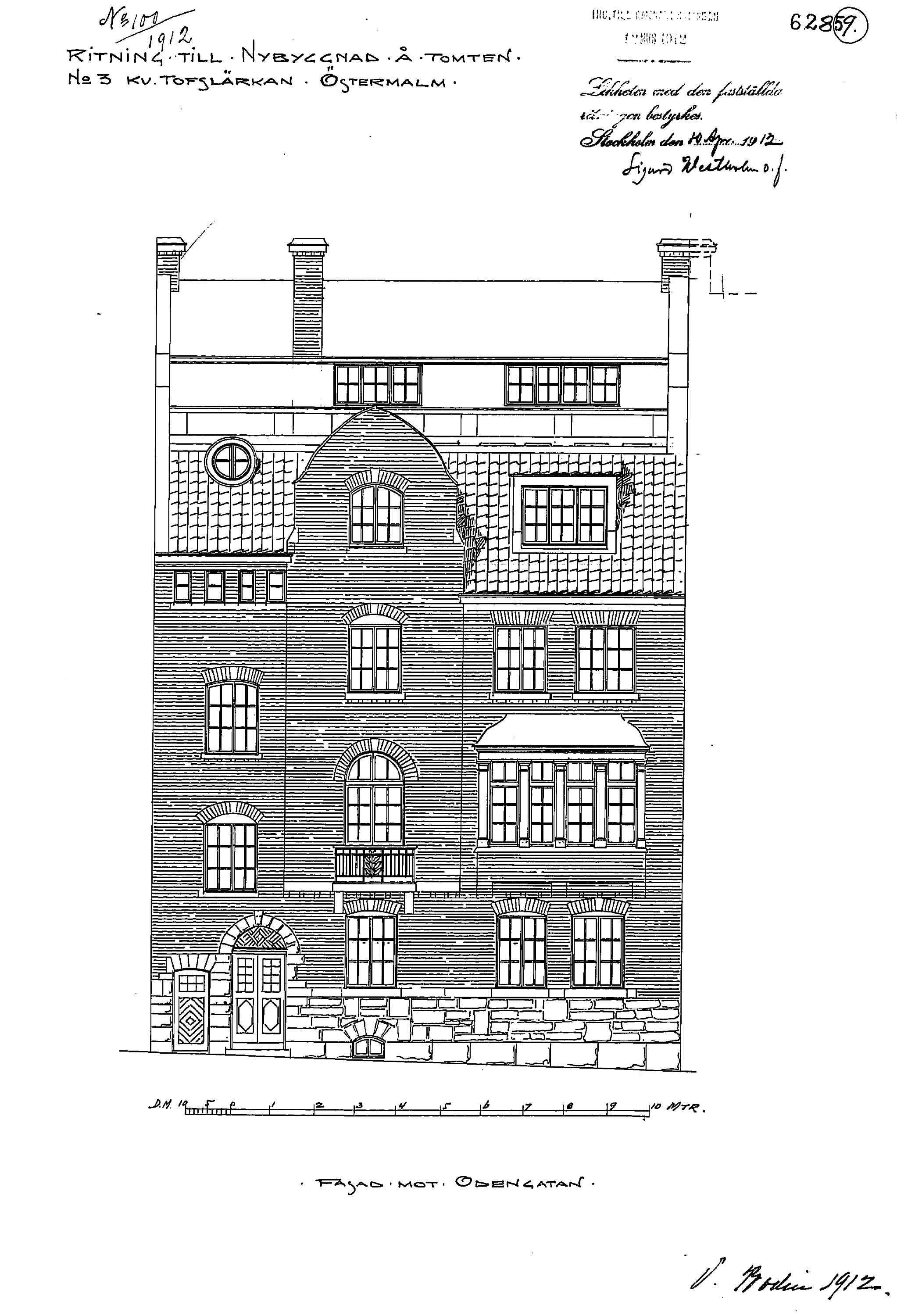
Fasad mot gatan.
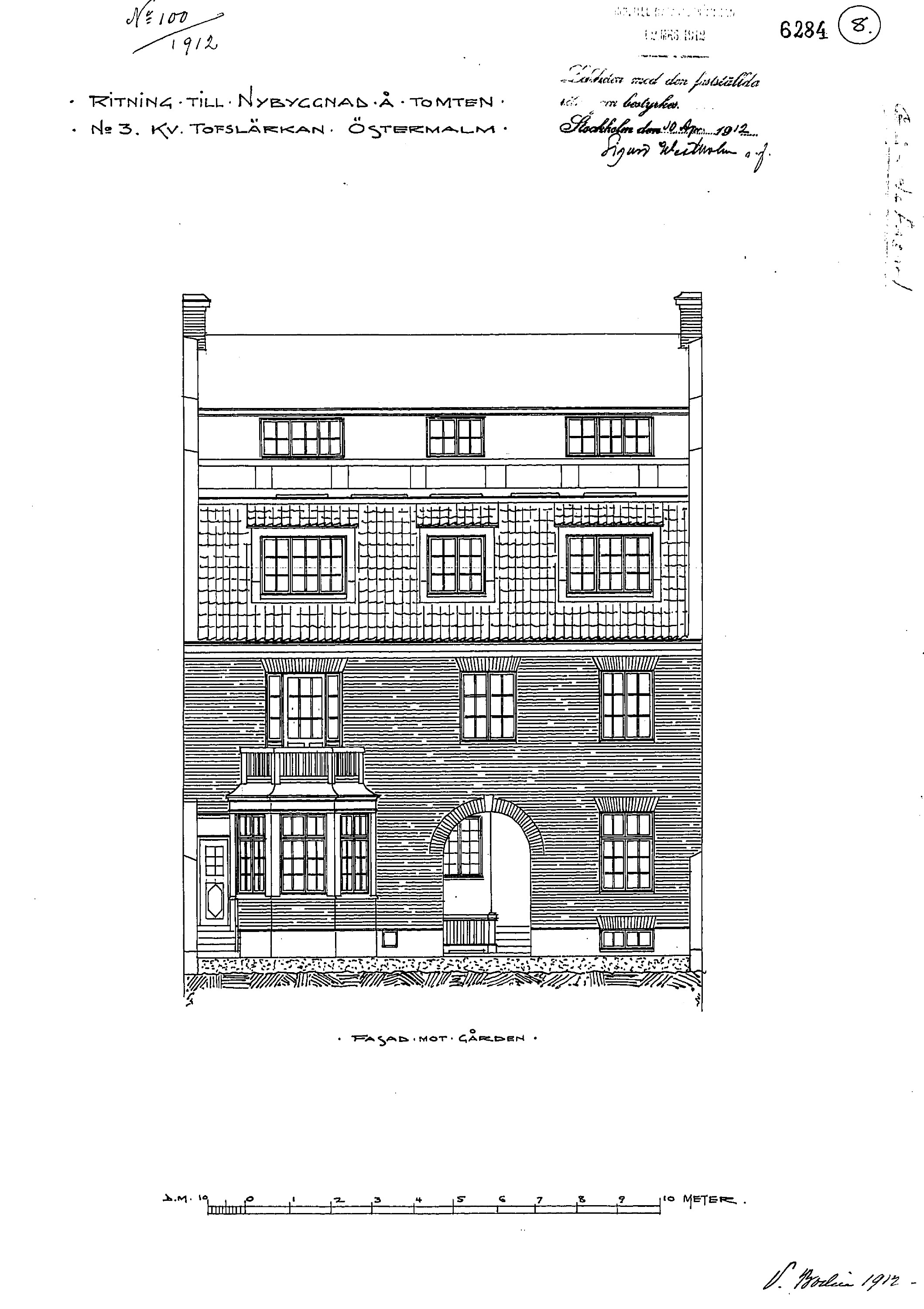
Fasad mot gården.
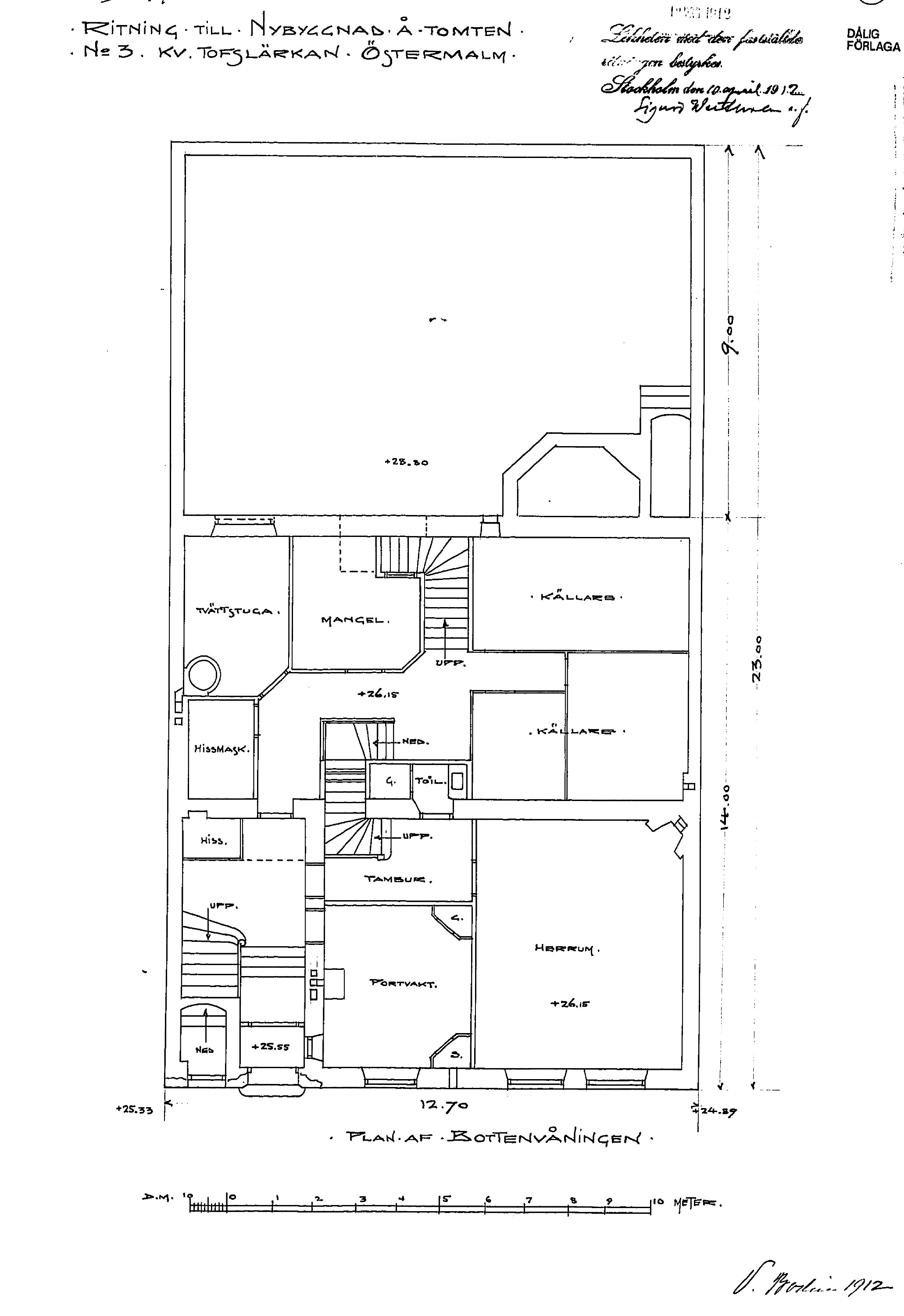
Bottenvåning.
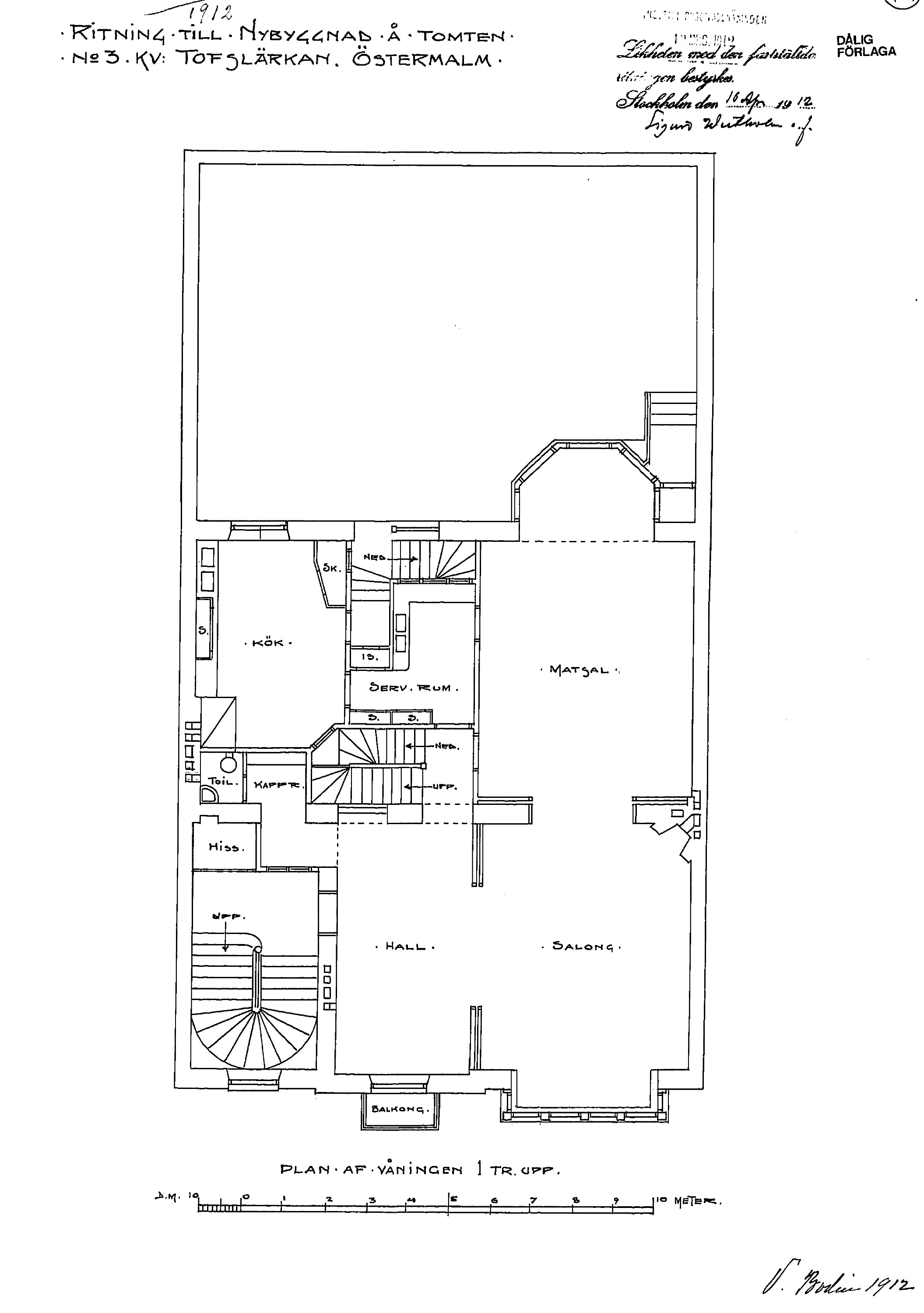
Våning 1 trappa.
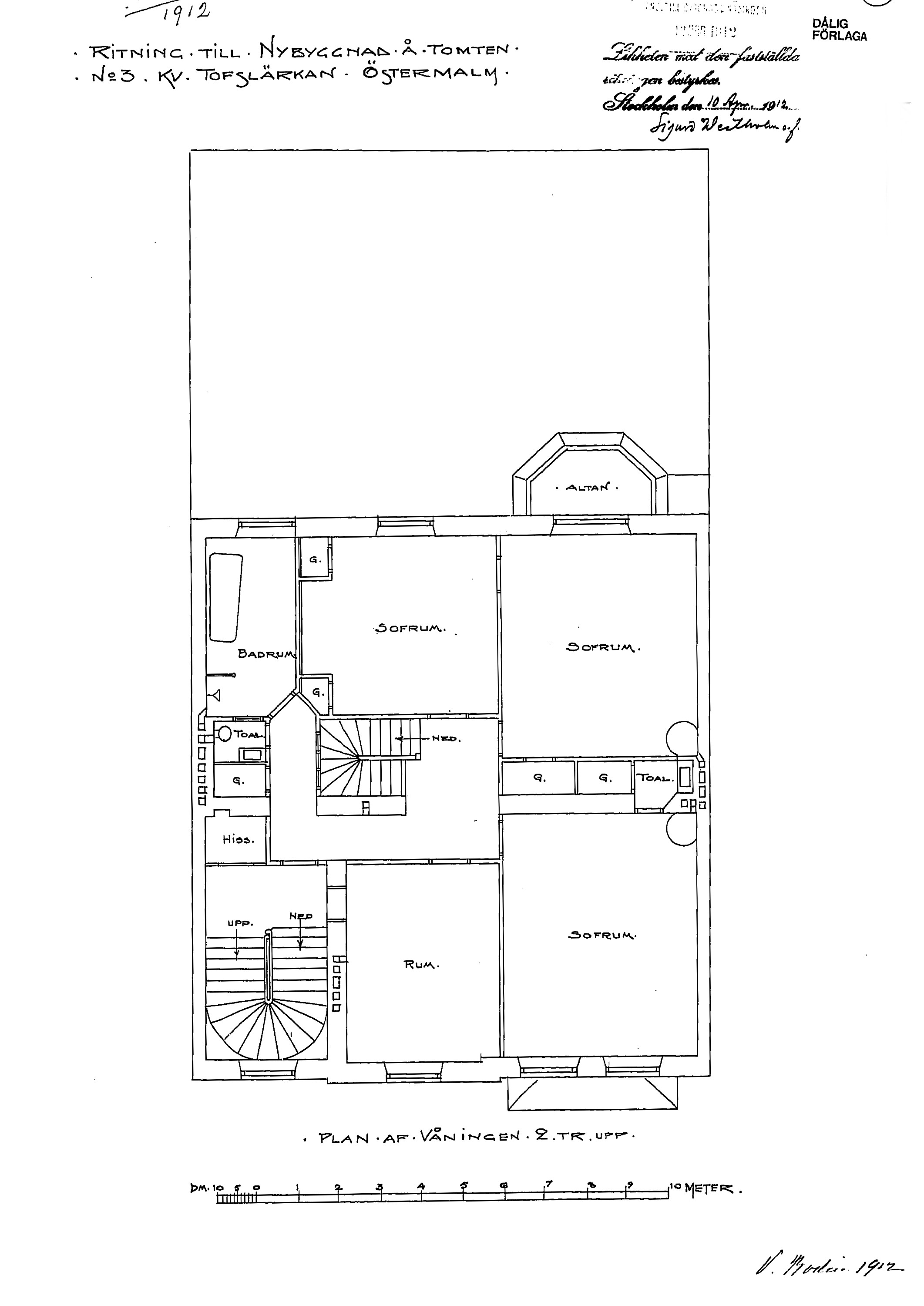
Våning 2 trappor.
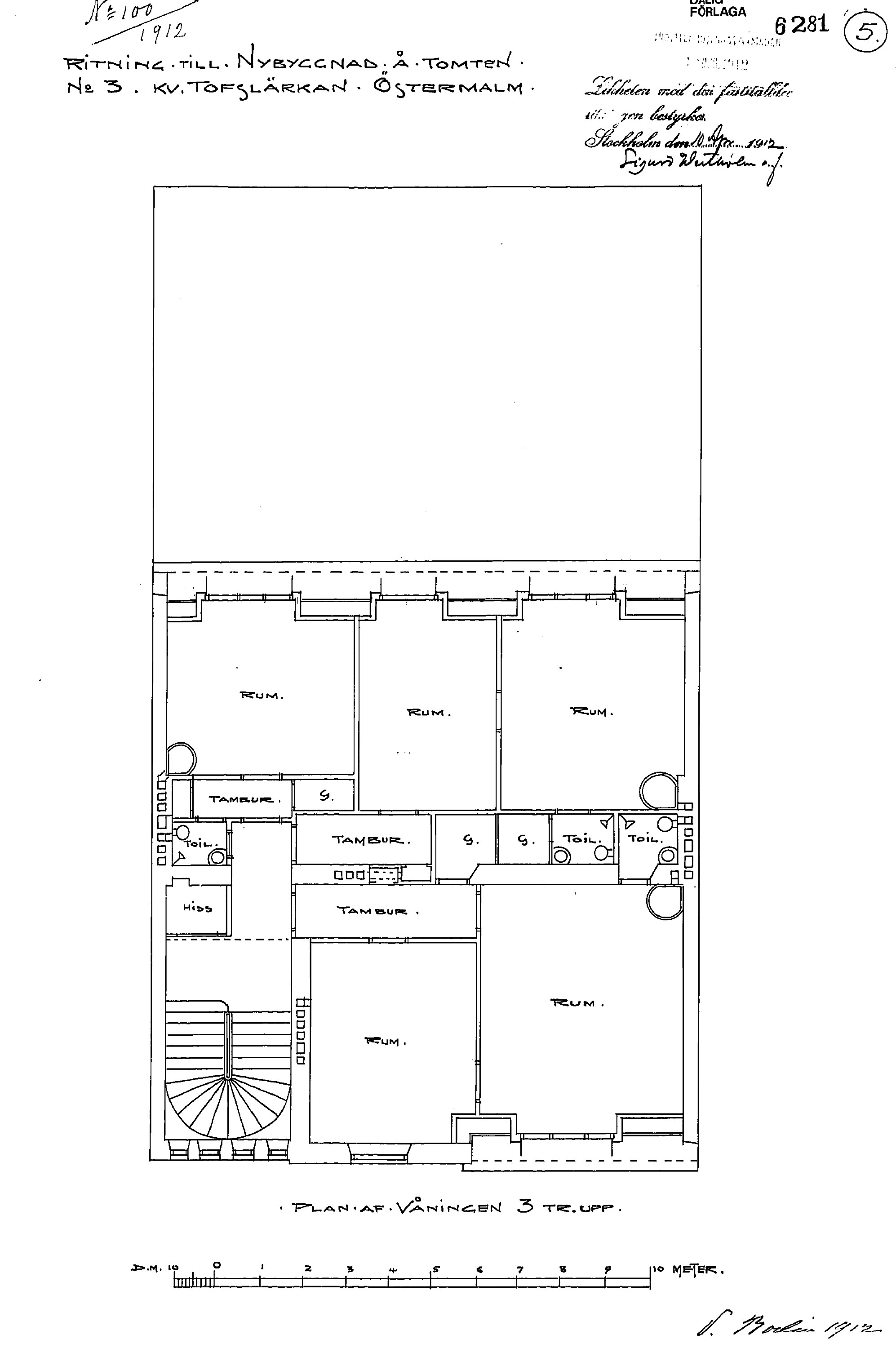
Våning 3 trappor.
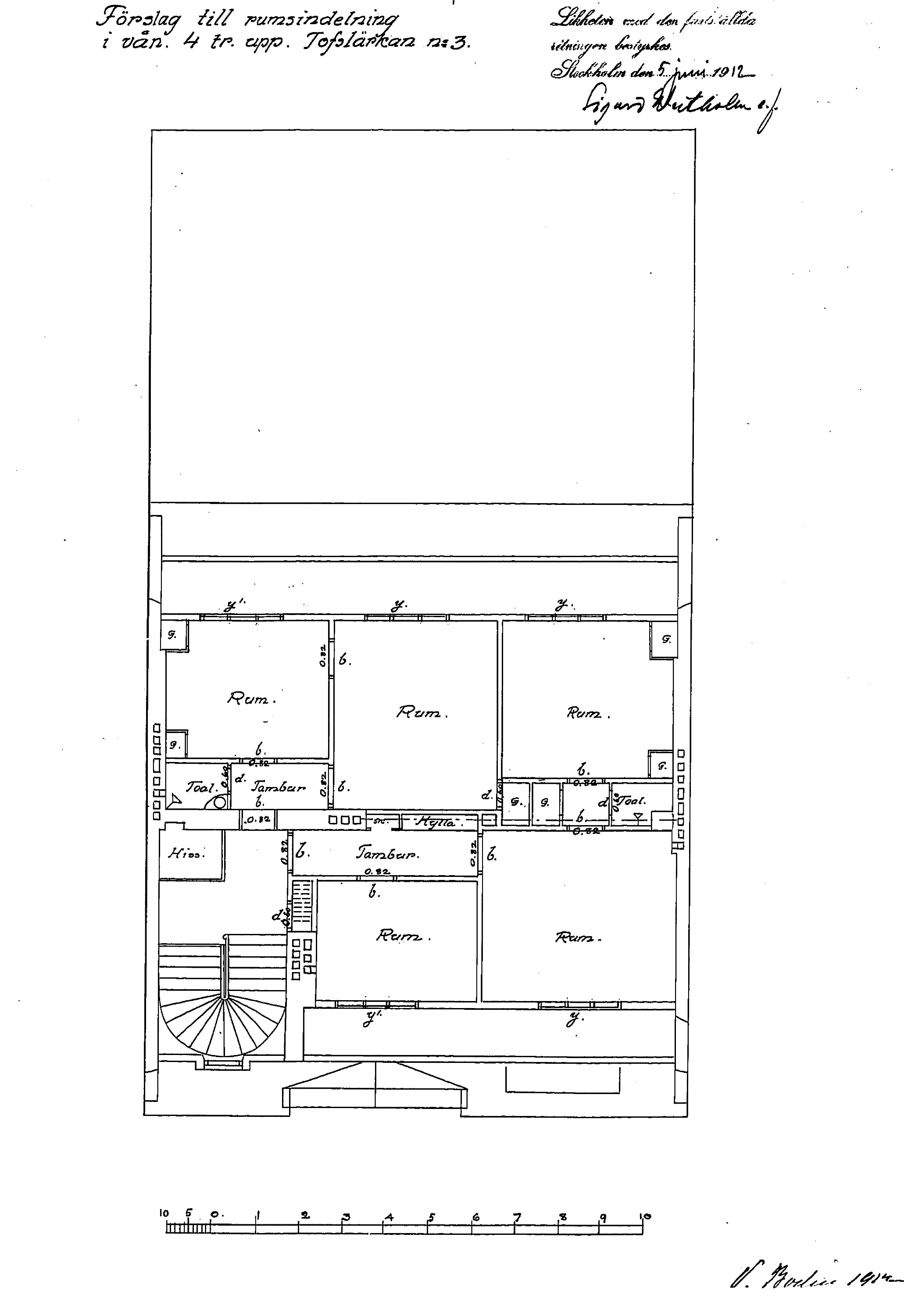
Våning 4 trappor.
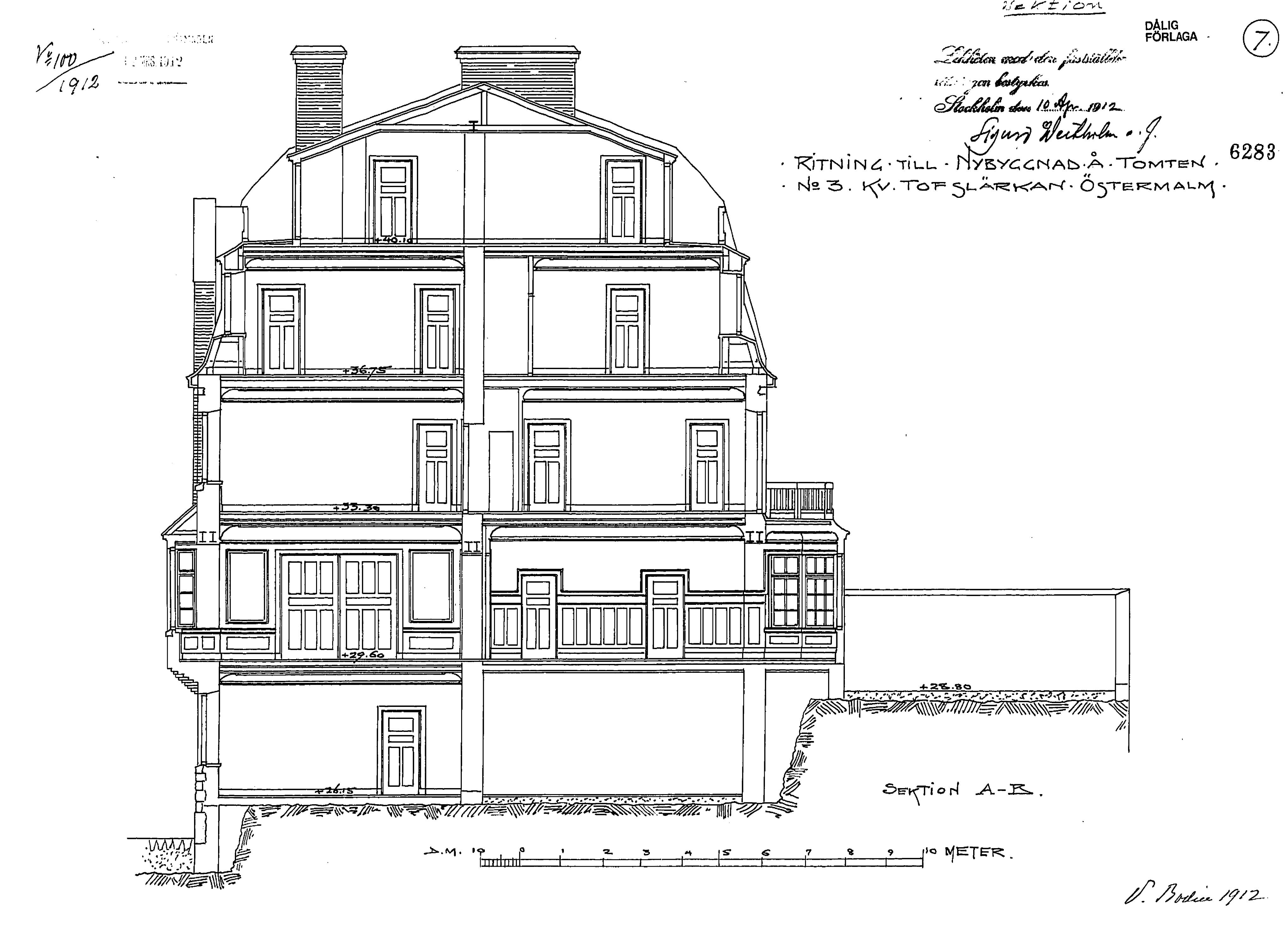
Sektion.

### Interiör
På bottenvåningen, som har souterrängläge, fanns portvaktsrummet med egen ingång från trapphuset samt herrummet med öppen spis. För övrigt låg här diverse källarförråd och tvättstugan. På våning en trappa hade familjen Staaff en stor hall, salong och matsal samt kök och serveringsrum. Eftersom huset hade fem våningsplan installerades redan från början en personhiss. På våning två trappor låg familjens sovrumsavdelning med fyra sovrum och ett badrum. På tre och fyra trappor fanns flera dubbletter, alltså uthyrbara lägenheter med wc och dusch, dock utan kök. Ursprungligen hade Bodin ritat ett stort biljardrum på våning fyra trappor, det ändrades under byggtiden till fem rum. Några rum var troligen avsedda för tjänstefolk. Lärk-kvarterens villor var enligt stadsplanebestämmelserna tänkta som enfamiljsvillor, men den bestämmelsen kringgicks ofta i Lärkan. Det var en tillgång att kunna hyra ut några rum. Endast 21 av de 51 tomterna bebyggdes med egentliga villor för ett hushåll.
Rumsfördelningen enligt ursprungsritningarna från april 1912 var följande:
- Källarvåning (under del av huset) – pannrum, kolrum, soprum
- Bottenvåning – entré, trappa med hiss, portvaktsrum, herrum (mot gatan), hissmaskin, tvättstuga, flera källarförråd
- Våning 1 trappa – trappa med hiss, hall med balkong, salong med burspråk, matsal med burspråk (skjutdörrar mellan hall – salong – matsal), kök med serveringsrum och interntrappa till våningen ovanför
- Våning 2 trappor – trappa med hiss, tre sovrum, ett gästrum, badrum, intertrappa till våningen under
- Våning 3 trappor – trappa med hiss, två dubbletter med wc och dusch, ett rum med wc och dusch
- Våning 4 trappor – trappa med hiss, en dubblett med wc och dusch, en lägenhet om tre rum med wc och dusch

## Nya ägare och ändringar
Efter Karl Staafs död innehades Tofslärkan 3 av hans dödsbo. 1923 uppger Stockholms adresskalender Karl Staaffs bror, professor Erik Staaff, som ägare. 1925 ägdes fastigheten av juristen Leodor Levy, Karl Staaffs kompanjon och delägare i advokatfirman Lidforss & Levy. 1939 inreddes en läkarmottagning i bottenvåningen. Vid Stadsmuseets byggnadsinventering på 1970-talet ägdes Tofslärkan 3 av arkitekten Örjan Lüning som uppgav att byggnadens interiör var i ursprungligt skick. Idag (2022) ägs fastigheten av hans dotter Cecilia Lüning Aro.

### Nutida bilder

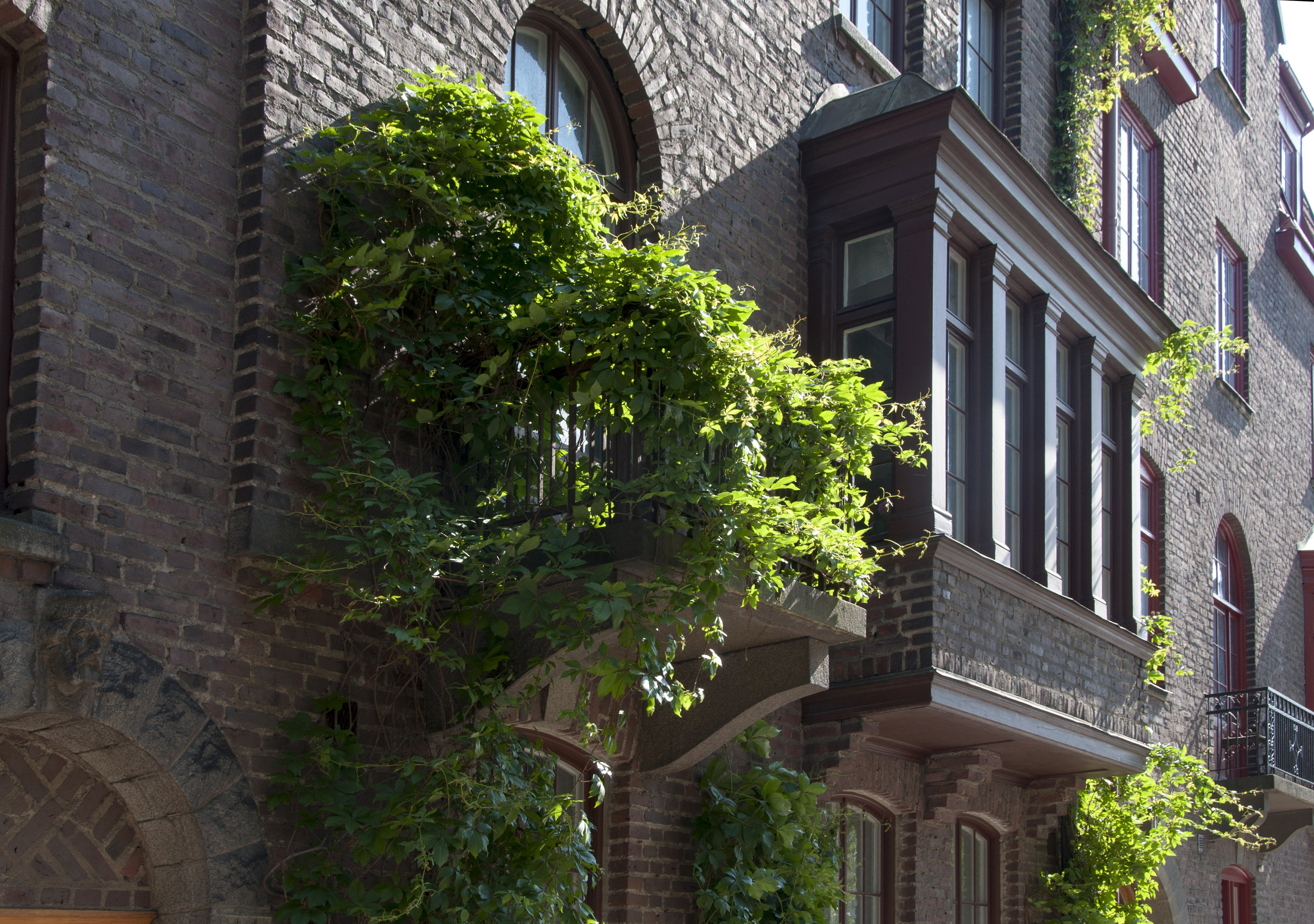
Burspråk och balkong.
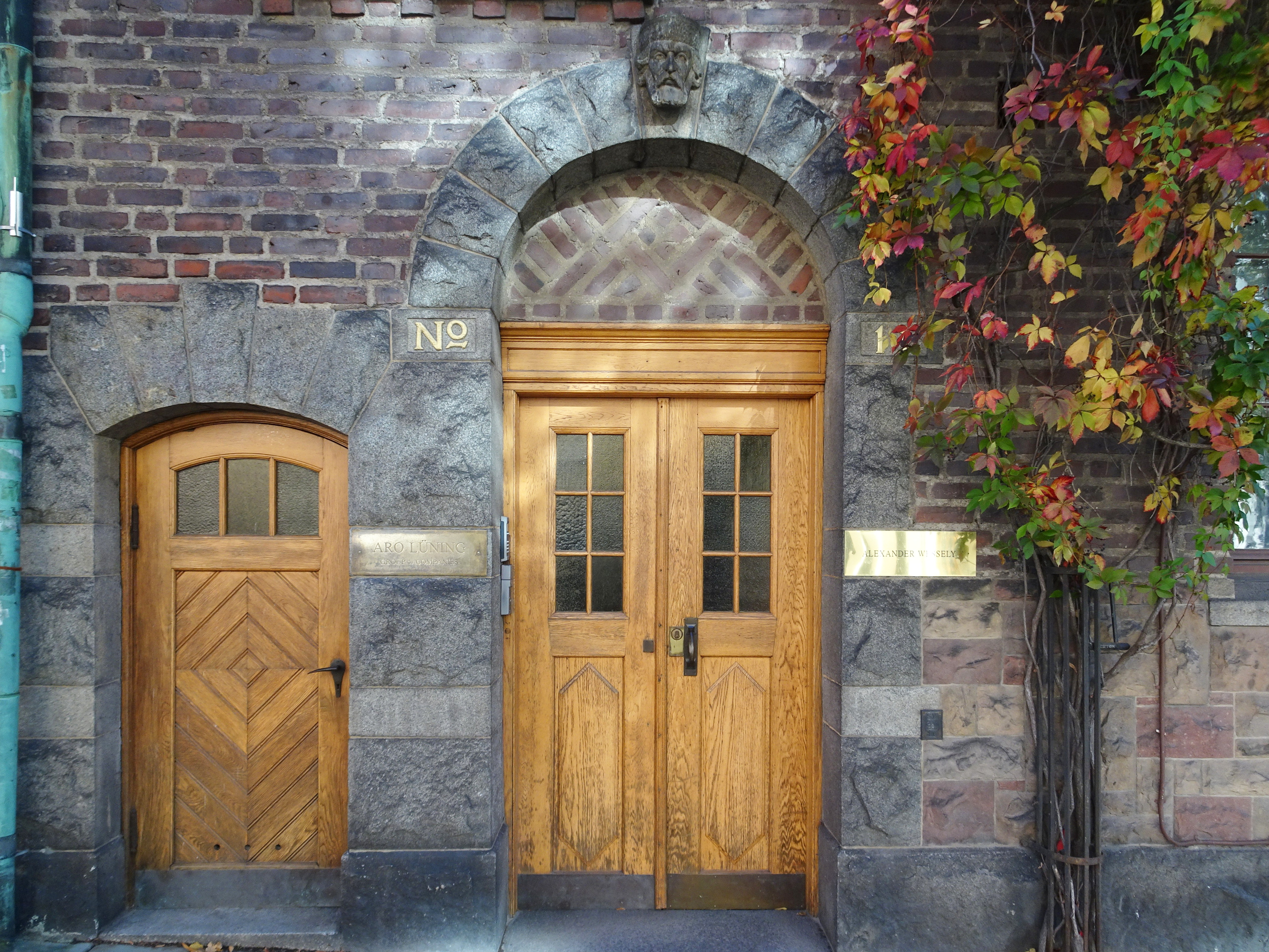
Huvudentrén och källardörren.
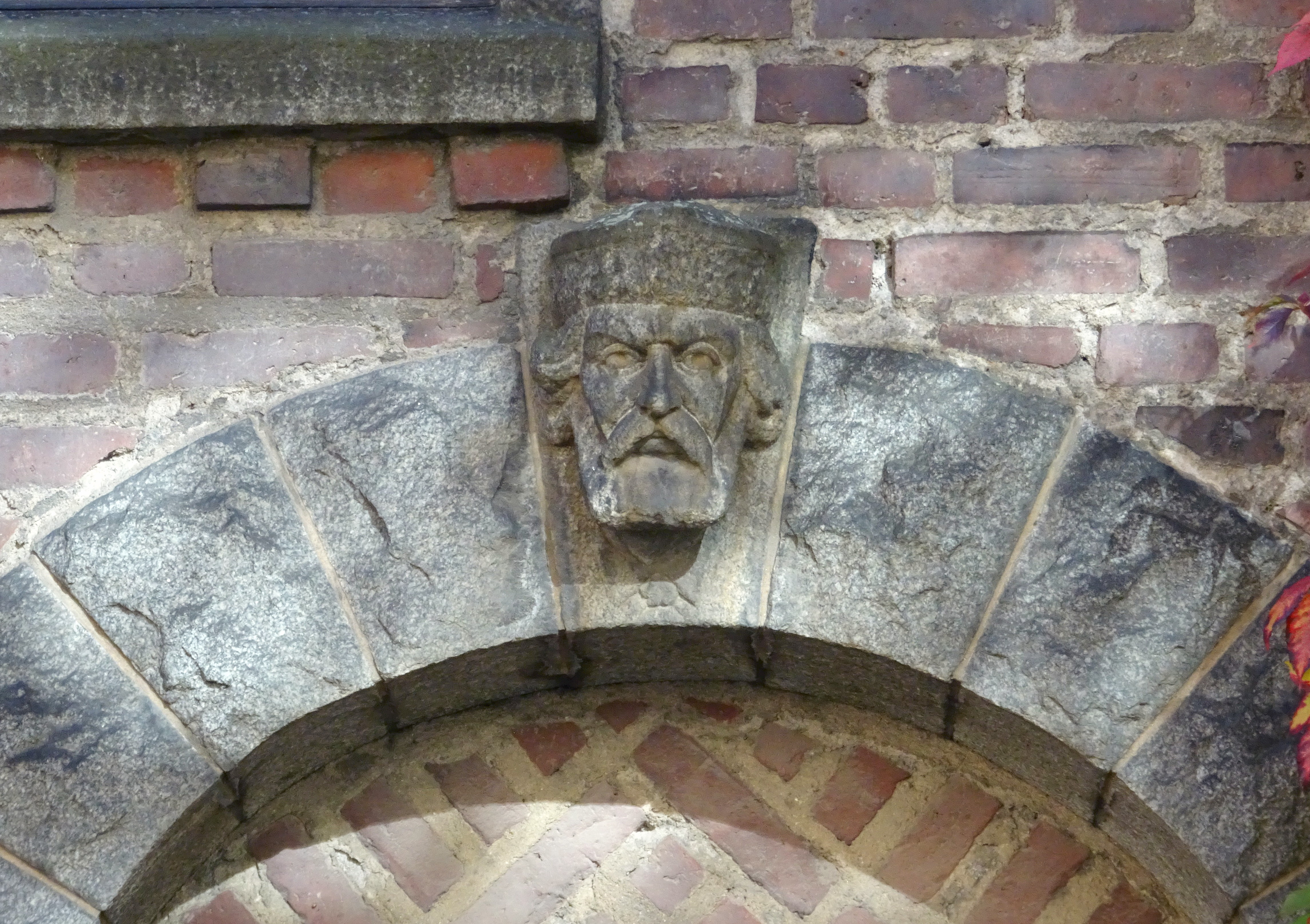
Maskaronen som slutsten i portalen.
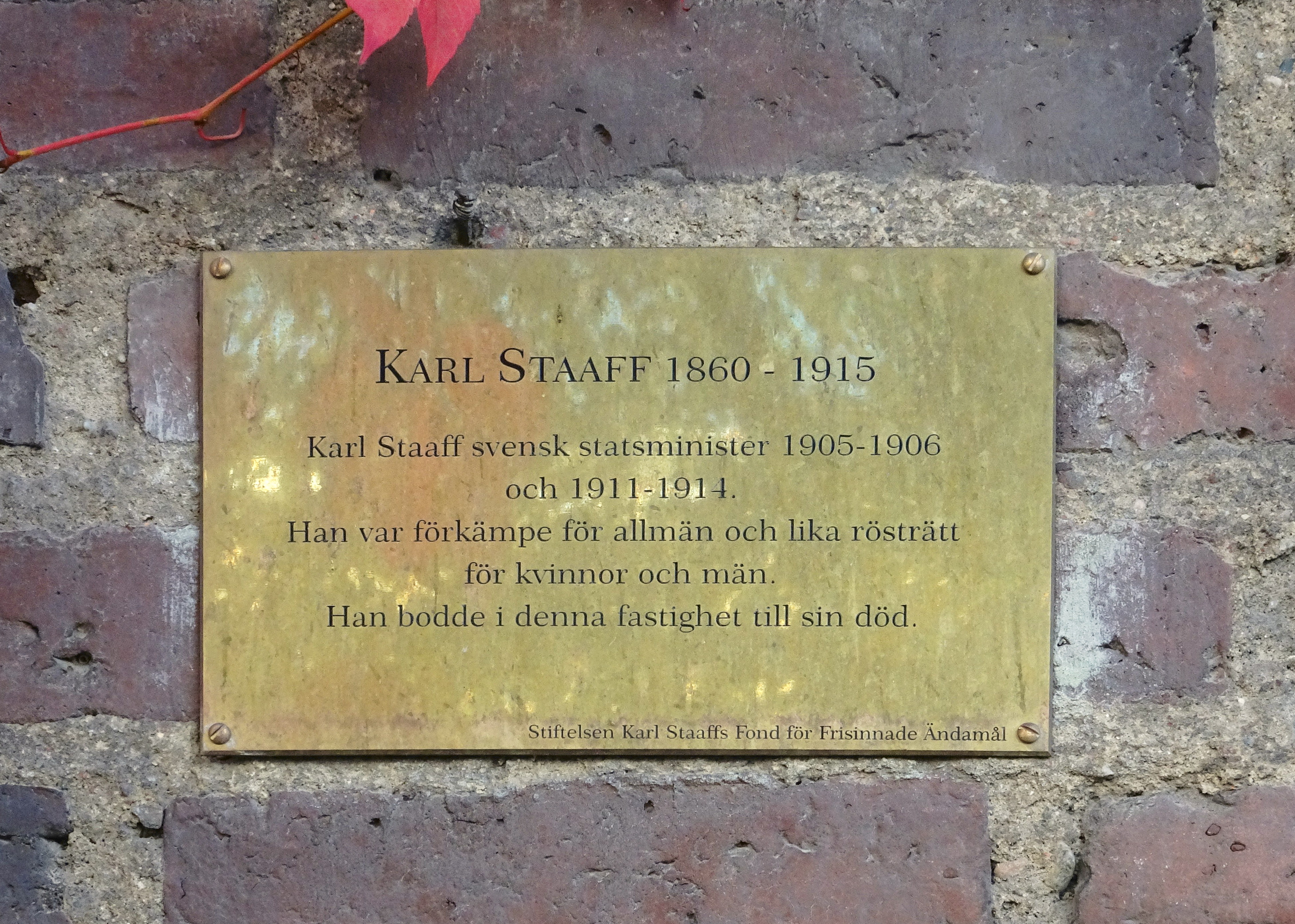
Minnesskylt på fasaden.